# Megadermatidae
Famille
Les mégadermatidés (Megadermatidae) sont une famille de chiroptères du sous-ordre des Yinpterochiroptera. C'est la famille des « faux-vampires ». Il y a 5 espèces.

## Caractéristiques
Les mégadermatidés ont de grandes oreilles réunies, de grands yeux, une feuille nasale, de la membrane entre les pattes et pas de queue. Ils se dirigent grâce à un système d'écholocation en émettant des ultrasons via des vibrations complexes par le nez. Ils mangent des insectes et des vertébrés.
Parmi les faux-vampires, on trouve le nez-en-cœur (Cardioderma cor). Cette espèce vit en Afrique. On a longtemps cru qu’elle se nourrissait de sang. En réalité, ce prétendu vampire de 30 cm est surtout un insectivore.
Il lui arrive cependant de compléter son repas avec de petits rongeurs et des lézards.

## Liste des genres
Selon Mammal Species of the World (version 3, 2005)  (23 septembre 2017) et ITIS (23 septembre 2017) :
- Cardioderma Peters, 1873 -- Monospécifique
- Lavia Gray, 1838 -- Monospécifique
- Macroderma Miller, 1906 -- Monospécifique
- Megaderma E. Geoffroy, 1810 -- 2 espèces

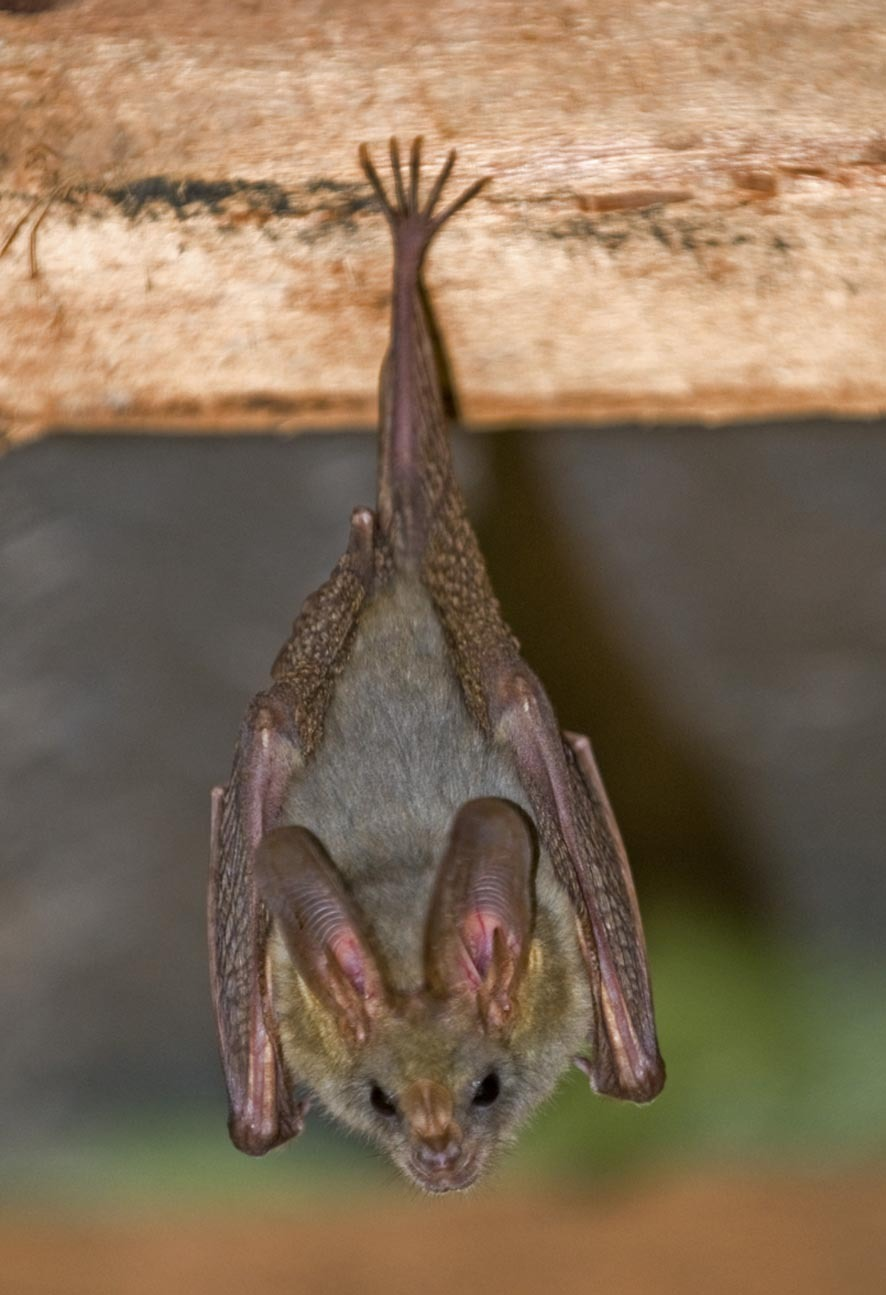
Cardioderma cor
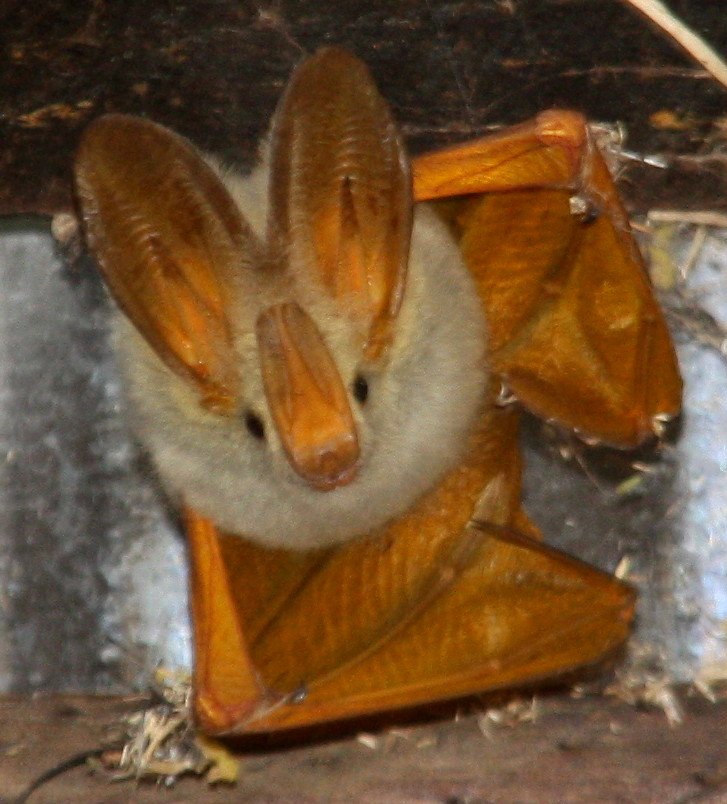
Lavia frons
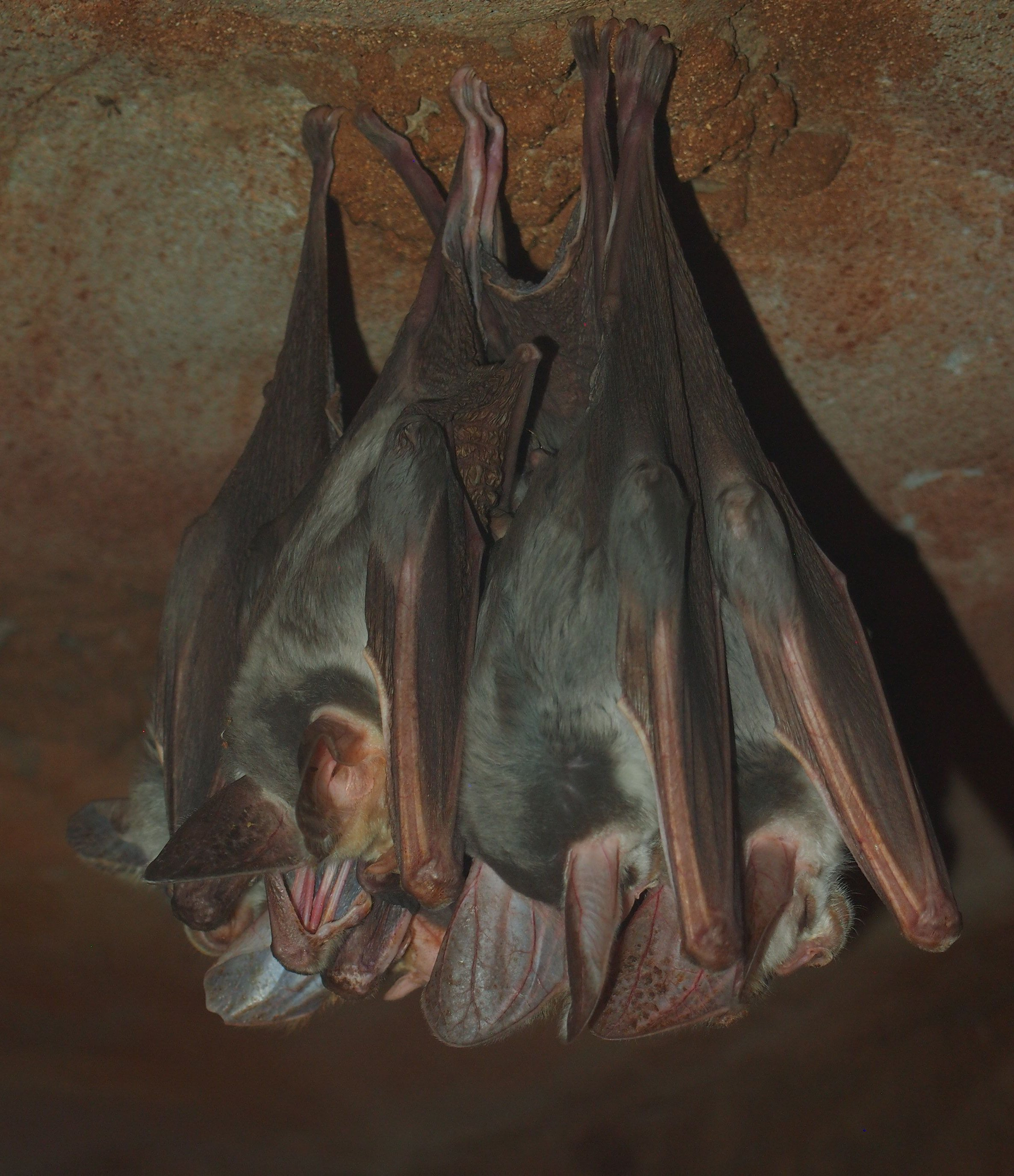
Macroderma gigas
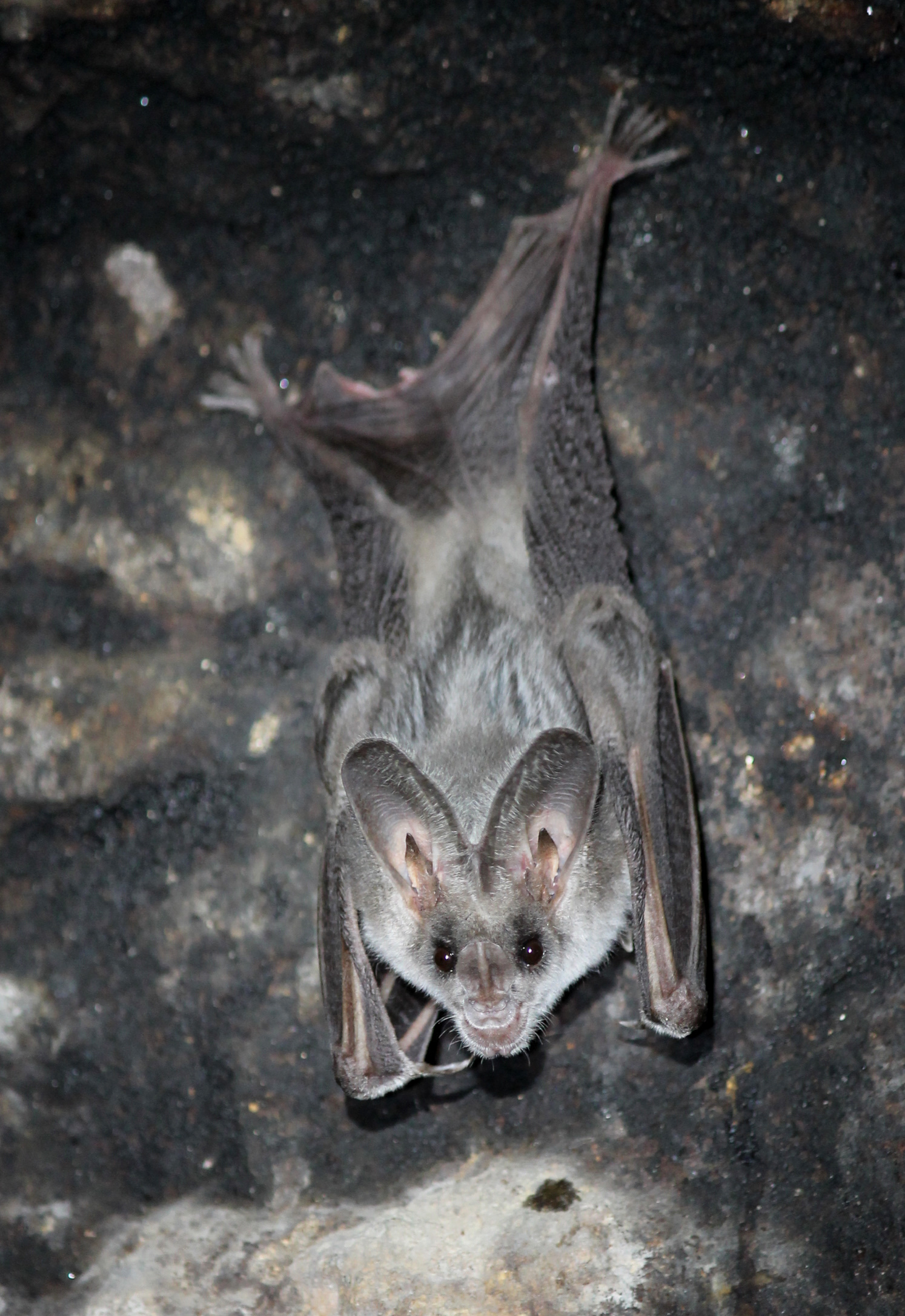
Megaderma lyra
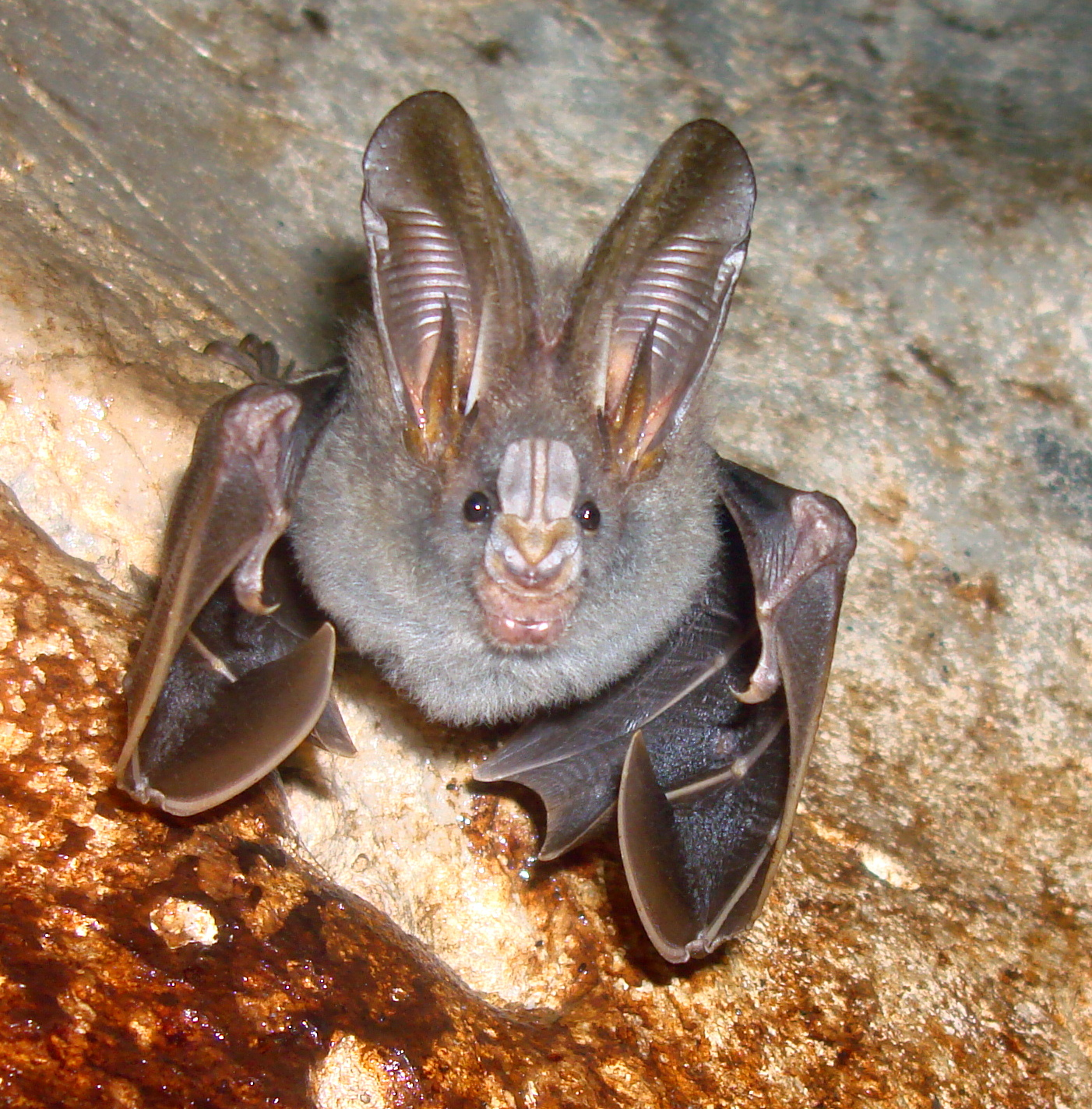
Megaderma spasma